# Otto Schmitt
Otto Herbert Schmitt (Saint Louis in Missouri, 6 april 1913 - Minneapolis, 6 januari 1998) was een Amerikaanse ingenieur, uitvinder en biofysicus. In 1934 vond hij een elektronische schakeling uit waarmee storingen en onzuivere signalen tot duidelijke bloksignalen kunnen worden hervormd. Deze component werkt op basis van twee drempelspanningen (hoog en laag) en geeft twee niveaus aan de uitgang. Deze schakeling is naar hem genoemd: de schmitt-trigger.
- Gemeinsame Normdatei: 124681913
- SNAC: w6c868w7
- Virtual International Authority File: 64946275
- WorldCat: E39PBJdRwRXr9MfXkHyRmVrTHC